# 28129 Teresummers
28129 Teresummers este un asteroid din centura principală de asteroizi.

## Descriere
28129 Teresummers este un asteroid din centura principală de asteroizi. A fost descoperit pe 26 septembrie 1998 la Socorro, New Mexico, în cadrul proiectului LINEAR. Asteroidul prezintă o orbită caracterizată de o semiaxă mare de 2,32 ua, o excentricitate de 0,08 și o înclinație de 4,2° în raport cu ecliptica.